# Alexander Bachmann
Alexander Bachmann (19 luglio 1994) è un taekwondoka tedesco.

## Palmarès
- Mondiali

Muju 2017: oro negli 87 kg.
- Europei

Kazan' 2018: bronzo negli 87 kg.